# Saint-Benoît-la-Chipotte
Saint-Benoît-la-Chipotte là một xã, nằm ở tỉnh Vosges trong vùng Grand Est của Pháp. Xã này có diện tích 20,77 km², dân số năm 2007 là 407 người. Xã này nằm ở khu vực có độ cao trung bình 340 m trên mực nước biển.
Dân địa phương tiếng Pháp gọi là Bénédictains.

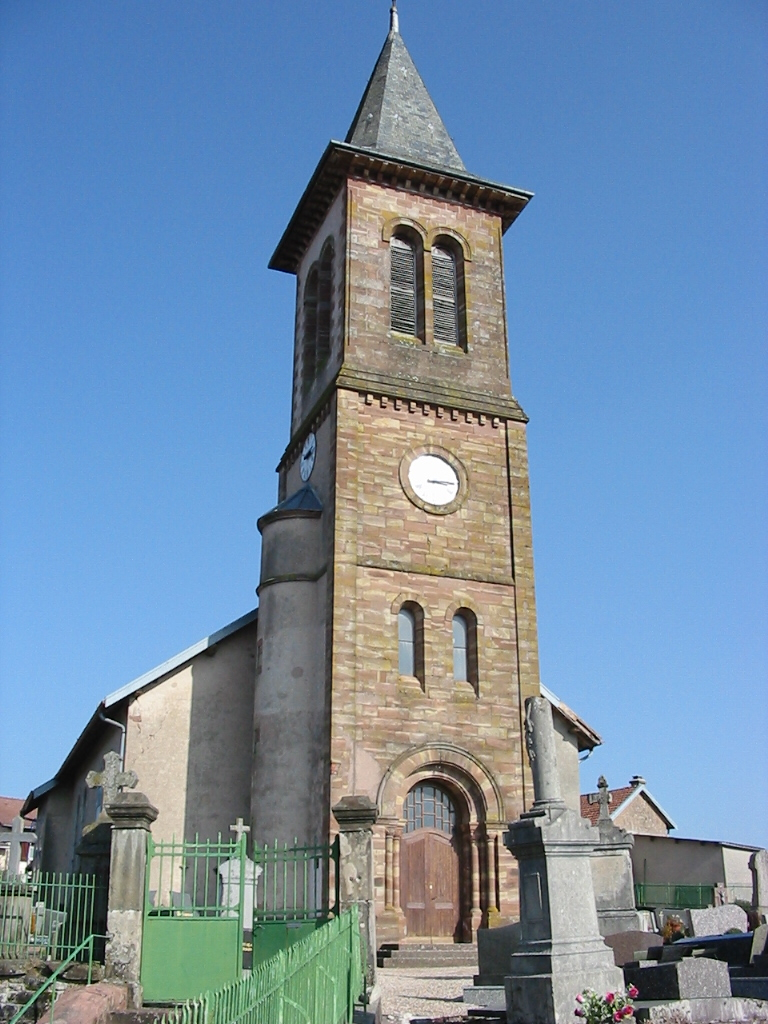
Nhà thờ

## Hành chính
| Danh sách các xã trưởng                |           |                  |      |         |
| Giai đoạn                              | Giai đoạn | Tên              | Đảng | Tư cách |
| mars 2008                              | 2014      | Philippe Lecomte |      |         |
| mars 2001                              | 2008      | Alain Boulay     |      |         |
| Tất cả các dữ liệu trước đây không rõ. |           |                  |      |         |

## Biến động dân số
| Năm | 1962 | 1968 | 1975 | 1982 | 1990 | 1999 |
| --- | ---- | ---- | ---- | ---- | ---- | ---- |
| Dân số | 311  | 341  | 335  | 325  | 362  | 370  |
| From the year 1962 on: No double counting—residents of multiple communes (e.g. students and military personnel) are counted only once. |      |      |      |      |      |      |